# بیل هایدن
بیل هایدن (انگلیسی: Bill Hayden؛ زادهٔ ۲۳ ژانویهٔ ۱۹۳۳ – درگذشتهٔ ۲۱ اکتبر ۲۰۲۳) دیپلمات و سیاستمدار اهل استرالیا بود. وی از ۱۶ فوریه ۱۹۸۹ تا ۱۶ فوریه ۱۹۹۶ فرماندار کل استرالیا بود.

## درگذشت
بیل هایدن در ۲۱ اکتبر ۲۰۲۳، در سن ۹۰ سالگی در کوئینزلند درگذشت.